# Хальворсен, Отто Бар
Отто Бар Хальворсен (норв. Otto Bahr Halvorsen; 28 мая 1872[…], Кристиания — 23 мая 1923, Кристиания) — норвежский государственный и политический деятель. Член Консервативной партии, дважды был премьер-министром Норвегии: с 1920 по 1921 год и в 1923 году.

## Биография
Родился в Кристиании в семье Отто Хеллена Хальворсена (1840—1921) и Карин Кристины Кристиансен (1847—1927). Учился в Кафедральной школе Кристиании. Изучал право в Университете Кристиании, где в 1890 году сдал экзамен на степень магистра. В 1904 году, будучи адвокатом, открыл юридическую фирму в Кристиании.
В 1912 году был избран в Стортинг от района Санкт-Хансхёуген в Кристиании. Работал в парламенте будучи в Консервативной партии с 1913 по 1923 год. Стал премьер-министром в 1920 году, одновременно занимая должность министра юстиции. Снова стал премьер-министром в мае 1923 года, одновременно занимая должность министра юстиции. В период между работой премьер-министром являлся лидером Консервативной партии и президентом Стортинга
.

## Личная жизнь
В 1899 году женился на Катрин Хофгаард (1875—1960), дочери Саймона Райта Хофгаарда и Иды Матильды Аарс.